# Eremogryllodes vlasovi
Eremogryllodes vlasovi är en insektsart som först beskrevs av Miram 1930.  Eremogryllodes vlasovi ingår i släktet Eremogryllodes och familjen Myrmecophilidae. Inga underarter finns listade i Catalogue of Life.